# 舊吉姆堡 (加利福尼亞州)
舊吉姆堡（英語：Old Fort Jim）是位於美國加利福尼亞州埃爾多拉多縣的一個非建制地區。該地的面積和人口皆未知。

## 地理
舊吉姆堡的座標為38°42′38″N 121°43′08″W / 38.71056°N 121.71889°W，而該地的平均海拔高度為685米（即2247英尺）。